# Estación 17 de Agosto
17 de Agosto (Est. Villa Durcudoy) era una estación de ferrocarril ubicada en la ciudad de Diecisiete de Agosto, Partido de Puan, Provincia de Buenos Aires, Argentina.

## Servicios
Pertenece al Ferrocarril General Roca en su ramal entre Darregueira hasta Bahía Blanca.
No presta servicios de pasajeros desde 1978, sin embargo por sus vías corren trenes de carga, a cargo de la empresa Ferroexpreso Pampeano.